# Ulica Lubelska w Lubartowie
Ulica Lubelska – najdłuższa ulica w Lubartowie licząca około 3400 m. Biegnie z rynku do południowej granicy miasta. Ulica od początku stanowiła oś centralną, wokół której rozbudowywało się miasto.

## Historia
Od założenia Lubartowa główną osią miasta była ulica Lubelska, która na południu przechodziła w drogę do Lublina, a na północy stawała się drogą do Kocka – dziś jest to ciąg Juliusza Słowackiego–Rynek I–Lubelska. Przy klasztorze kapucynów znajdowała się drewniana Brama Lubelska stanowiąca południową granicę zabudowy miejskiej. Na przełomie XVIII i XIX w. główny przejazd przez miasto przesunięto z ul. Lubelskiej na Zatylną - dzisiejszą Lipową. W latach 80. XIX w. Lubelska jako jedyna z 10 ulic Lubartowa była brukowana. W dwudziestoleciu międzywojennym dawna ulica była podzielona na cztery części – Słowackiego, Siedlecką, Rynek I i Piłsudskiego. W okresie stalinizmu ulica Piłsudskiego otrzymała nazwę Lubelska, a w 1963 r. ul. Siedlecka została włączona do ul. Słowackiego. Chodnik wzdłuż ulicy powstał dopiero w 1973 w związku z obchodami 30-lecia PRL. W latach 1985–2002 (przed otwarciem obwodnicy Lubartowa) była częścią drogi krajowej nr 19.

## Przebieg
Większość drogi (odcinek od centrum miasta do skrzyżowania z obwodnicą) jest częścią drogi gminnej nr 112607 L, lubartowskiej arterii komunikacyjnej (ulice: Juliusza Słowackiego, Rynek I, Lubelska) o długości 4,6 kilometra. Ulica rozpoczyna się w centrum miasta, jako przedłużenie ulicy Rynek I na skrzyżowaniu z ul. Jana Pawła II i dalej biegnie do skrzyżowania z ulicami: Obywatelską i Krzywe Koło. Później krzyżuje się m.in. z aleją Tysiąclecia oraz ulicą Cichą i dochodzi do ronda z ulicami Kolejową i Piaskową. Następnie, na rondzie, do ulicy wpada obwodnica Lubartowa. Dalej, na odcinku 200 m ulica ma wspólny przebieg z drogą krajową nr 19 do granicy administracyjnej miasta.

## Infrastruktura
Na odcinku od skrzyżowania z ulicą Jana Pawła II, do ronda z ulicą Kolejową i Piaskową składa się z dwóch pasów ruchu (w przeciwnych kierunkach) i dwóch jednokierunkowych ścieżek rowerowych. Na odcinku od ronda do granicy miasta, z trzech pasów ruchu: dwóch w przeciwnych kierunkach i jednego na środku jezdni do zjazdów, a po wschodniej stronie znajduje się droga dla pieszych i rowerów. 
Wzdłuż ulicy znajduje się kilkanaście przystanków autobusowych wykorzystywanych przez komunikację miejską i prywatnych przewoźników, a także paręnaście zadaszonych stojaków rowerowych.

## Komunikacja miejska
Fragmentami ulicy kursują autobusy obu linii lubartowskiej komunikacji miejskiej.

## Ważniejsze obiekty
- Urząd Gminy Lubartów (18A)[12]
- Kościół św. Wawrzyńca i klasztor kapucynów (32)[13]
- Sąd Rejonowy w Lubartowie (57)[14]
- Komenda Powiatowa Policji (57A)[15]
- II Liceum Ogólnokształcące im. Piotra Firleja (62/68)[16]
- Roto Frank (dawniej Unitra-Lubartów) (104)[17]